# Palazzo dell'Aeronautica (Ferrara)
Il Palazzo dell'Aeronautica (noto anche come Palazzo Gandini) è un edificio monumentale che si trova a Ferrara in viale Cavour 118. È sede di rappresentanza del Comandante del Comando Operazioni Aerospaziali dell'Aeronautica Militare.

## Storia
L'edificio, voluto da Italo Balbo, è stato progettato dall'ingegnere Giorgio Gandini mentre la direzione dei lavori fu dell'ingegnere comunale Carlo Savonuzzi ed è stato eretto fra il 1935 e il 1937.

## Descrizione

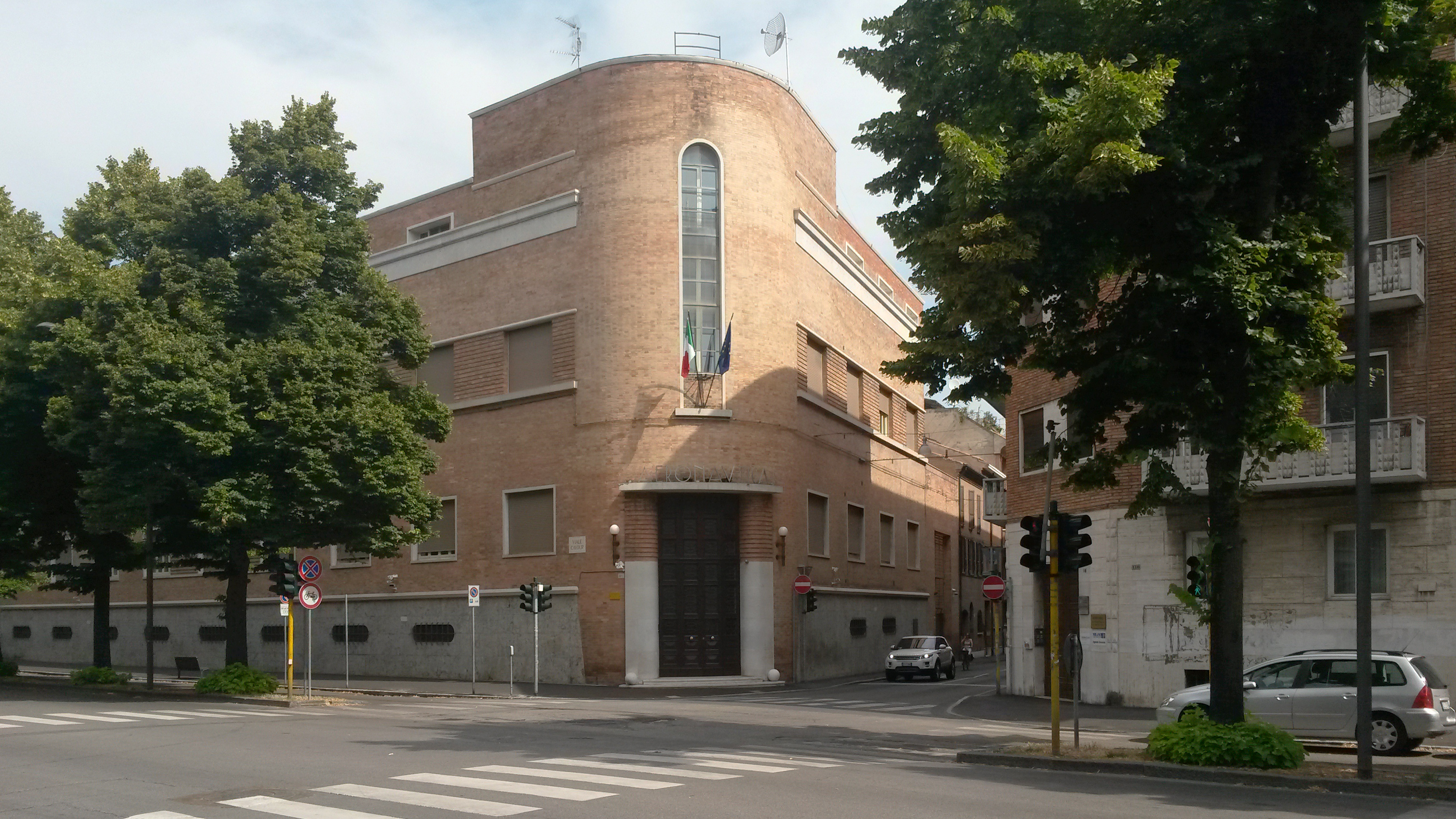
Palazzo dell'Aeronautica (2014)

La struttura era stata inizialmente concepita come Istituto Medico-Legale della Regia Aeronautica e viene considerata una fra le maggiori opere dell'architettura ferrarese novecentesca. L'edificio rappresenta perfettamente la matrice razionalista fortemente utilizzata in quel periodo nella costruzione di strutture architettoniche di grande importanza.

Infatti il palazzo non possiede un vero e proprio punto di vista attraverso il quale possa essere meglio inquadrato: la sua predominante particolarità risiede nell'angolo curvo attorno al quale prende vita e si sviluppa l'intera costruzione.

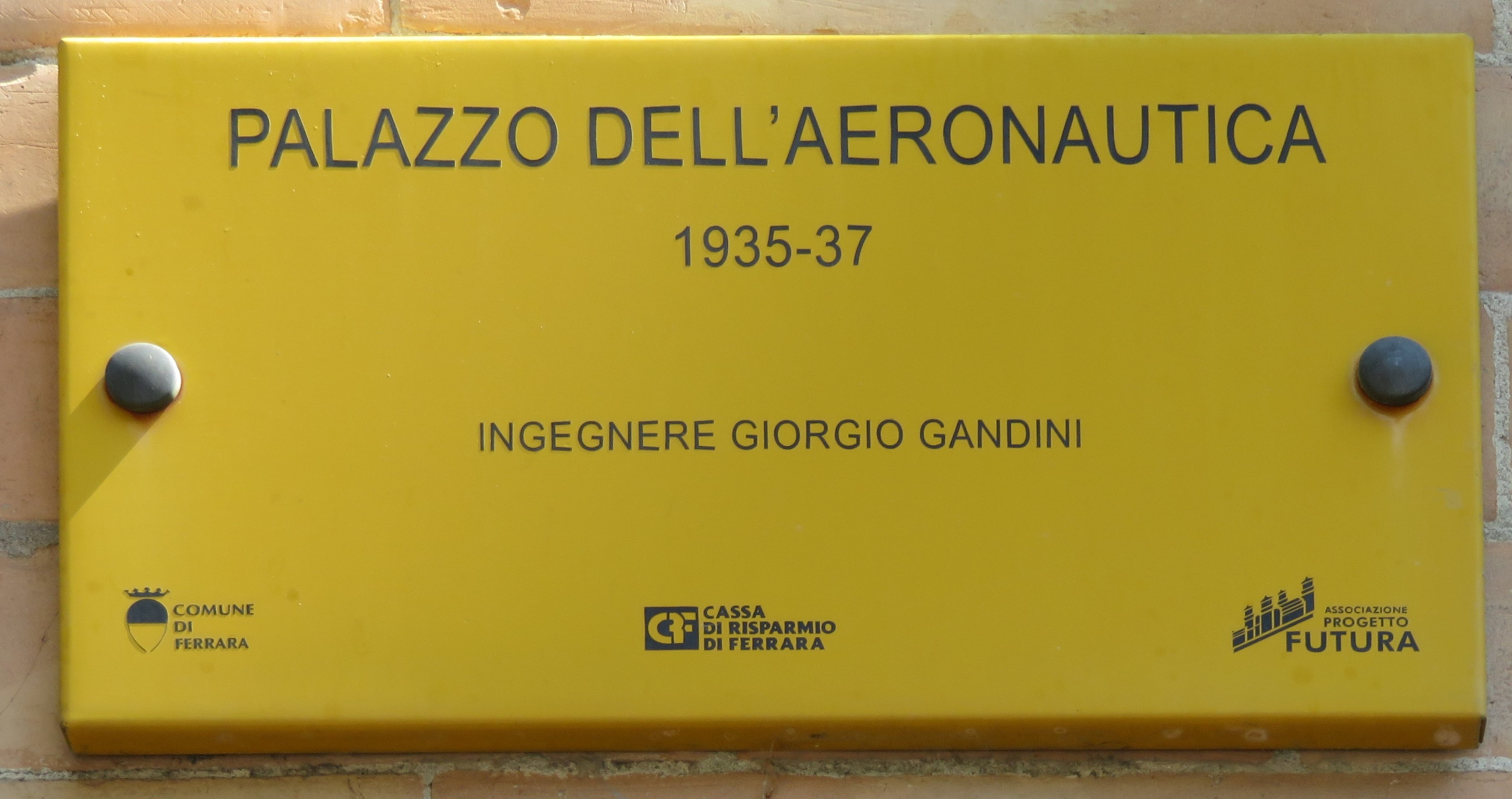
Targa sull'edificio che ricorda l'ingegnere Giorgio Gandini ed il periodo di costruzione

 L'alta facciata è costituita alla base da un'entrata imponente, caratterizzata da due colonne laterali alle cui estremità inferiori poggiano due sfere bianche, e, al di sopra, sorge un lungo finestrone verticale centinato.
I paramenti murari, posizionati alle estremità dell'entrata, godono di quella geometria architettonica che contraddistingue il razionalismo di quell'epoca. Le cinte murarie sono caratterizzate dal classico uso del cotto, da interventi in pietra grigia costituiti da lunghi elementi orizzontali e da una successione schematica di finestre che percorrono l'intera lunghezza delle mura.